# Les Contes de Kish
Pour plus de détails, voir Fiche technique et Distribution.
Les Contes de Kish (قصه‌های کیش, Ghessé hayé kish) est un film iranien de Abolfazl Jalili, Mohsen Makhmalbaf et Nasser Taghvai, sorti en 1999.
Le film est constitué de trois parties scénarisées et réalisées par chacun des réalisateurs : Abolfazl Jalili (La Bague), Mohsen Makhmalbaf (La Porte) et Nasser Taghvai (Le Bateau grec).

## Fiche technique
- Titre original : قصه‌های کیش, Ghessé hayé kish
- Titre français : Les Contes de Kish
- Réalisation et scénario : Abolfazl Jalili, Mohsen Makhmalbaf et Nasser Taghvai
- Pays d'origine : Iran
- Format : Couleurs - 35 mm - 1,85:1 - Mono
- Genre : drame
- Durée : 72 minutes
- Dates de sortie :
  - France : 14 mai 1999 (Festival de Cannes 1999), 17 novembre 1999 (sortie nationale)

## Distribution

### Le Bateau grec
- Hossein Panahi : Shanbeh
- Atefeh Razavi : la femme

### La Bague
- Hafez Pakdel :

### La Porte
- Mohamad A. Babhan : l'homme
- Norieh Mahigiran : la fille

## Distinction
- Festival de Cannes 1999 : sélection en compétition